# Référendum de 2020 aux îles Malouines
Un référendum sur le passage à une circonscription électorale unique a lieu le 24 septembre 2020 aux îles Malouines.  
Bien qu'ayant réunis de justesse la majorité absolue au niveau de l'archipel, la proposition échoue à obtenir la majorité qualifiée des deux tiers des votants requise dans chacune des deux circonscriptions en vigueur, seuls 57,76 et 31,70 % des votants des circonscriptions de Stanley et du Camp ayant votés pour.

## Contenu

Carte des deux circonscriptions des îles Malouines

Le référendum porte sur une fusion des deux circonscriptions électorales des Îles Malouines : Stanley et Camp.
L'Assemblée législative des îles Malouines est en effet composée de 11 membres dont 8 élus pour 4 ans selon un mode de scrutin plurinominal majoritaire dans 2 circonscriptions de 5 et 3 sièges chacune, correspondant à la capitale, Stanley et au reste du territoire, dit Camp.
Cette répartition entraine une surreprésentation des électeurs du Camp, qui détiennent ainsi 38 % des sièges contre 62 % à Stanley, alors qu'ils ne représentent que 13 % de la population, contre 87 % pour la capitale, selon le recensement de 2016.
Le projet de circonscription unique a déjà été rejetée lors de précédent référendums en 2001 et 2011. Le premier liait cependant cette question à l'adoption d'un système proportionnel, en lieu et place de celui majoritaire actuellement utilisé. Il est rejeté par un peu plus de 56 % du total des votants, dont une majorité de non à Stanley comme au Camp. En 2011, par contre, la question posée ne porte que sur la circonscription unique, et bien que le non ait obtenu un peu plus de 58 % du total des voix, le oui recueille une étroite majorité de 50,2 % à Stanley.

## Modalités
En accord avec l'article 27 de la Constitution de 2008, une modification des circonscriptions doit obligatoirement recueillir le soutien d'au moins deux tiers des voix dans chacune d'elles.
La décision d'organiser un nouveau référendum sur cette question est prise en aout 2018 par le gouvernement des Malouines, qui l'annonce pour la date du 7 novembre de l'année suivante. Le 15 aout 2019, le conseil décide cependant de le reporter au 26 mars 2020. La date est choisie de manière à laisser suffisamment de temps à l'administration locale pour l'organiser, tout en lui laissant également du temps pour préparer les législatives de 2021 en cas de vote positif. Les électeurs ont jusqu'au 12 mars 2020 pour s'inscrire sur les listes électorales à temps pour le scrutin. Début mars cependant, le scrutin est à nouveau reporté, cette fois ci jusqu'au 24 septembre au plus tard, à cause de la progression de la pandémie de coronavirus sur l'archipel,. La date limite est finalement retenue fin juillet pour l'organisation du scrutin.

## Résultat
| Pour                      | Pour                      | 346   | 57,76 | 71    | 31,70 | 417   | 50,67 |  |  |  |  |
| Contre                    | Contre                    | 253   | 42,24 | 153   | 68,30 | 406   | 49,33 |  |  |  |  |
|                           |                           |       |       |       |       |       |       |  |  |  |  |
| Quorum                    | Quorum                    | 66,66 | 66,66 | 66,66 | 66,66 |       |       |  |  |  |  |
|                           |                           |       |       |       |       |       |       |  |  |  |  |
| Votes valides             | Votes valides             | 599   | 99,01 | 224   | 99,55 | 823   | 99,16 |  |  |  |  |
| Votes blancs et invalides | Votes blancs et invalides | 6     | 0,99  | 1     | 0,45  | 7     | 0,84  |  |  |  |  |
| Total                     | Total                     | 605   | 100   | 225   | 100   | 830   | 100   |  |  |  |  |
| Abstentions               | Abstentions               | 713   | 54,10 | 49    | 17,88 | 762   | 47,86 |  |  |  |  |
| Inscrits / participation  | Inscrits / participation  | 1 318 | 45,90 | 274   | 82,12 | 1 592 | 52,14 |  |  |  |  |

## Analyse
Bien que le referendum obtienne une courte majorité de 50,67 % des voix en faveur de la circonscription unique au niveau de l'ensemble des Iles Malouines, le résultat est un échec en raison des quorum exigés. Les suffrages favorables n'atteignent en effet que 57,76 % des voix à Stanley, et 31,70 % à Camp, loin des 66,66 % requis. La participation atteint à peine plus de 52 % au niveau de l'archipel, avec une très forte mobilisation dans la circonscription du Camp, où elle atteint plus de huit électeurs sur dix.
La tendance est néanmoins à la hausse pour les partisans de la réforme par rapport au référendum manqué de 2011, pour lequel à peine plus de 50 % des suffrages avaient été favorables à Stanley, et seulement 16 % à Camp, soit près de la moitié du résultat obtenu en 2020. De même, les voix favorables sont pour la première fois majoritaires au niveau de l'archipel dans son ensemble.